# Adrian Berry, 4. Viscount Camrose
Adrian Michael Berry, 4. Viscount Camrose (* 15. Juni 1937; † 18. April 2016) war ein britischer Peer, Journalist und Buchautor, insbesondere populärwissenschaftlicher Literatur.

## Leben
Adrian Michael Berry wurde als erster Sohn von Michael Berry, Baron Hartwell (1911–2001), dem jüngeren Sohn des William Berry, 1. Viscount Camrose (1879–1954), geboren. Sein Großvater William Berry, 1. Viscount Camrose hatte 1927 gemeinsam mit seinem Bruder Gomer Berry, 1. Viscount Kemsley (1883–1968), und mit Edward Iliffe, 1. Baron Iliffe die britische Tageszeitung The Daily Telegraph erworben. Seine Mutter war Lady Pamela Smith, die Tochter von Frederick Edwin Smith, 1. Earl of Birkenhead.
Adrian Berry besuchte das Eton College in der Grafschaft Berkshire. Er studierte Moderne Geschichte (Modern History) am Christ Church College der University of Oxford. Als Journalist begann Berry beim Wallsall Observer in den West Midlands und bei der Birmingham Post und wechselte dann zum Investor’s Chronicle. Nachdem er danach ein Jahr an einem Drehbuch für einen Thriller über Industriespionage verbracht hatte, ging er für drei Jahre in die Vereinigten Staaten, wo er zunächst für die New York Herald Tribune und dann für das Time Magazine schrieb. Als Assistent von Anthony Michaelis, dem damaligen Redakteur des Wissenschaftsressorts beim Daily Telegraph, gehörte er 1969 zu den Journalisten, die live aus Houston von der Mondlandung berichteten.
1970 trat er beim Daily Telegraph ein, wo er zunächst kurzzeitig im Lektorat des Nachrichtenressorts arbeitete und die Parlamentskolumne (parliamentary sketch) schrieb. Beim Daily Telegraph wurde er dann unter Michaelis Mitglied der zunächst dreiköpfigen Wissenschaftsredaktion. Von 1977 bis 1997 war er Wissenschaftskorrespondent des Daily Telegraph. Außerdem verfasste er in späteren Jahren beim Daily Telegraph die monatliche Kolumne Sky at Night, später The Night Sky. Nach seinem Ausscheiden als Wissenschaftskorrespondent wurde er beim Daily Telegraph „Consulting Editor“ für das Ressort „Science“. Neben seiner Sky at Night-Kolumne schrieb er auch eine monatliche Kolumne für das Magazin Astronomy Now. In seinen letzten Jahren gehörte insbesondere der Klimawandel zu seinen bevorzugten Themen.
Berry schrieb über zahlreiche wissenschaftliche Themen; sein Interesse galt insbesondere der damals noch jungen Computertechnologie. Er schrieb außerdem über Supernovae, Asteroiden, Tsunamis und prähistorische Tiere. Viele seiner Themen stellte er populärwissenschaftlich dar. Seine Kolumnen waren bei den Lesern so erfolgreich, dass sie teilweise auch in Buchform erschienen. Berry war der Verfasser von insgesamt 15 populärwissenschaftlichen Büchern. Zu ihnen gehören: The Next Ten Thousand Years: A Vision of Man’s Future in the Universe (1974), The Iron Sun: Crossing the Universe Through Black Holes (1977) und The Next 500 Years: Life in the Coming Millennium (1995). Er schrieb außerdem zwei Spionagethriller.
Er war Fellow der Royal Geographical Society, der Royal Astronomical Society und der British Interplanetary Society. Er gehörte dem Advisory Committee der Global Warming Policy Foundation an, einem Think Tank unter dem Vorsitz von Nigel Lawson, der zu den führenden Vertretern der organisierten Klimawandelleugnerszene gehört.

## Familie
Beim Tod seines Vaters am 3. April 2001 erbte er dessen Titel als 4. Viscount Camrose, 4. Baron Camrose, und 4. Baronet.
Berry war mit der US-Amerikanerin Marina Beatrice Sulzberger, der Tochter von Cyrus Sulzberger verheiratet. Ihre Familie gehört zu den Miteigentümern der New York Times. Aus der Ehe gingen zwei Kinder hervor, die Tochter Jessica (* 1968) und der Sohn Jonathan (* 1970), der ihn 2016 als 5. Viscount beerbte.